# フィリアス・フォッグ
フィリアス・フォッグ卿(Phileas Fogg, /ˈfɪliəs ˈfɒɡ/)は、1872年のジュール・ヴェルヌの小説『八十日間世界一周』の主人公。キャラクターのモデルは、アメリカの起業家であるジョージ・フランシス・トレインとアメリカの作家で冒険家のウィリアム・ペリー・フォッグである。

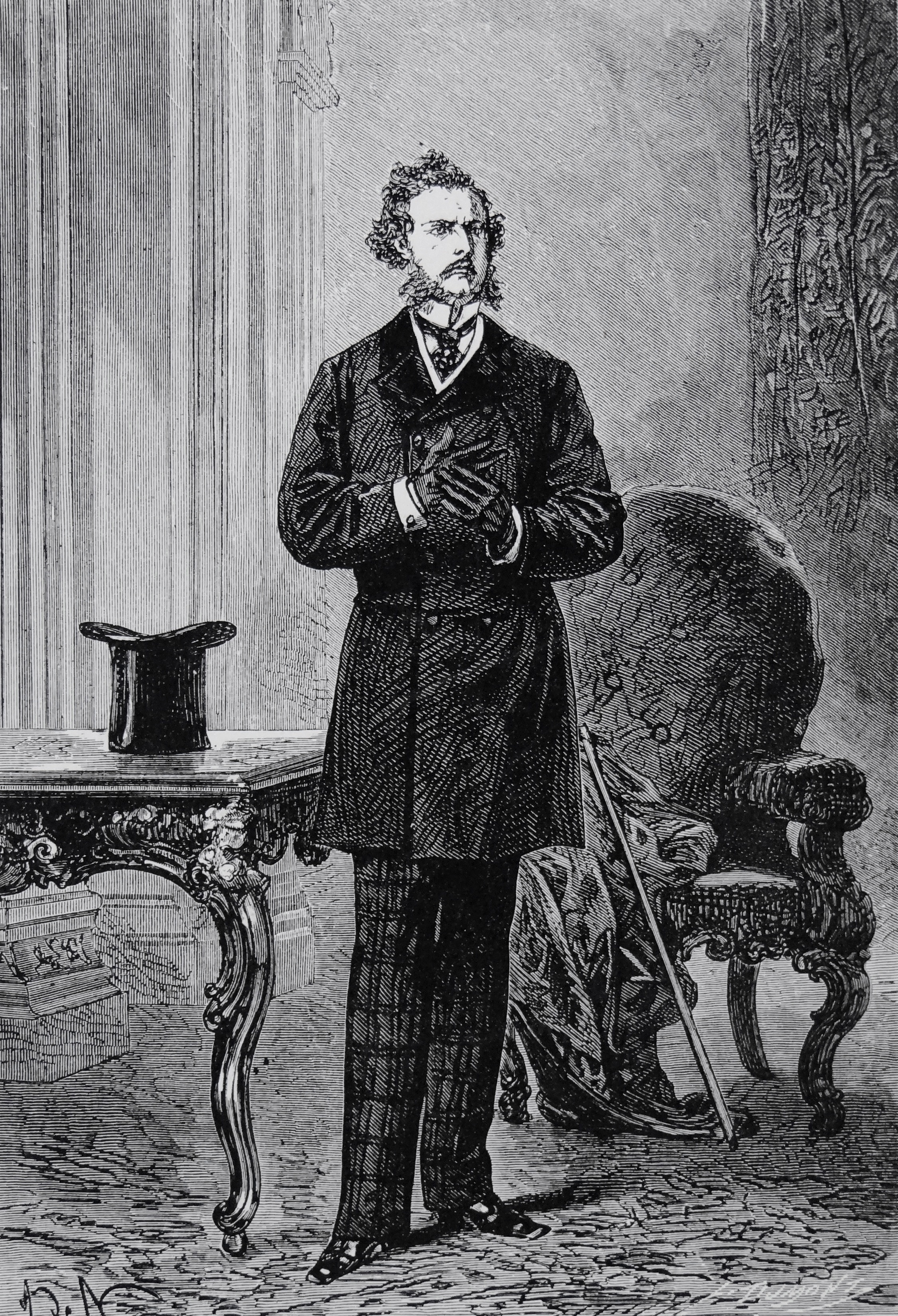
フィリアス・フォッグ
アルフォンス・ド・ヌヴィル画

## 80日間世界一周
フォッグ卿は、1872年の10月2日に、80日間で世界を一周できるかを、ロンドンの改革クラブのメンバーと2万ポンド（2022年現在では240万ポンド相当）の賭けをする。彼はフランス人の召使いのジャン・パスパルトゥーと一緒に出発。イギリスでは、フォッグがイングランド銀行を襲ったと疑いがかけられ、フィックス刑事が尾行を開始していた。フィックスは領土内でなければイギリスの逮捕状が使用できないため、英国領土で彼を逮捕しようとフォッグの旅の遅延を試みる。
フォッグ卿がインドにいる間、フォッグは夫と死別した藩の王女、アウーダ夫人を藩主に扮したパスパルトゥーによってサティーから救い、従兄のいる香港へ連れて行くこととなる。しかし、従兄はもう香港にはおらず、彼女はフォッグ卿の旅に同行することとなる。
フォッグ卿がアメリカに到着した後、フィックスはフォッグがそのまま英国へ帰るのではないだろうかと考え始め、彼の賭けを助けることにしようと考える。そうすれば、フィックスは彼をイギリスで逮捕することができるからである。
3人とともにフィックス刑事はイギリスに戻り逮捕する。しかし事件の真犯人は3日前に捕まっていた。フォッグ卿たちは自由になるものの、5分遅れて賭けに負けてしまう。
自分は賭けに負けたと信じたフォッグはクラブへ行かず、自分の家に帰る。賭けに負けたことを知って、自分を救ったがために遅れてしまったと罪悪感を感じているアウーダ夫人は、困難な未来への対処を助けるために彼と結婚することを提案する。フォッグ卿は、喜んでアウーダ夫人の提案を受け入れる。実際、アウーダの提案はフォッグ卿を救うこととなる。なぜなら、その結果、パスパルトゥーが教会に行った時、時差で今日が約束の日だということを知ったからだ。フォッグらは西から東に旅行したため、ロンドンに帰ったとき、24時間稼いでいたのである。3人は改革クラブに急行し、フォッグが賭けに勝つのにちょうど間に合うように到着した。フォッグは得た利益をパスパルトゥーとフィックスとで分割したが、旅で使った金額が大きかったこともあり、この旅で得たものは何もなかった。ただ一人、彼を世界一幸せな男にした女性を除いて。